# ÖHB-Cup 2008/09
Der ÖHB-Cup 2008/09 war die 22. Austragung des österreichischen Handballcupwettbewerbs der Herren. Cupsieger wurde der Handballclub Fivers Margareten mit einem Sieg über HIT Innsbruck.

## Hauptrunden

### 1. Runde
An der 1. Runde nahmen sechs Vertreter der Landesverbände, zehn Mannschaften der Handball Bundesliga Austria sowie vier Teams der Handball Liga Austria teil. Die Gewinner der einzelnen Partien zogen in die 2. Runde ein.
| Handball Liga Austria                                | Handball Bundesliga Austria | Landesliga |
| - ULZ Schwaz - Union Leoben - HC Linz AG - UHC Tulln | - SG SPIGO HB WestWien - HC kelag Kärnten - HSG Raiffeisen Bärnbach/Köflach - ASKÖ SVVW Klagenfurt - U. s'leasing St. Pölten - HC Stadtwerke Bruck - UHC Weinv. Spk. Hollabrunn - Sportunion Edelweiß Linz - Seiersberg Grazhoppers - SC Ferlach | - Union West-Wien - Sportunion Edelweiß Linz 1b - UHC Salzburg - UHC blueCard Stockerau - ATV Auto Pichler Trofaiach - A1 Bregenz 1b |

| Datum, Uhrzeit           | Heimmannschaft                                  | Ergebnis          | Gastmannschaft                               |
| ------------------------ | ----------------------------------------------- | ----------------- | -------------------------------------------- |
| 19. Okt. 2008, 17:30 Uhr | Union West-Wien (LL) 8 Heinz                    | 27 : 24 (11 : 15) | HC kelag Kärnten (2L) 6 Bäck                 |
| 29. Okt. 2008, 19:00 Uhr | HSG Raiffeisen Bärnbach/Köflach (2L) 8 Hrassnig | 27 : 29 (13 : 14) | SG SPIGO HB WestWien (2L) 5 Gangel           |
| 29. Okt. 2008, 20:00 Uhr | ASKÖ SVVW Klagenfurt (2L) 7 Suljic              | 19 : 44 (10 : 19) | HC Stadtwerke Bruck (2L) 9 Mahmutaj          |
| 29. Okt. 2008, 20:15 Uhr | Sportunion Edelweiß Linz 1b (LL) 8 Himmelbauer  | 19 : 23 (9 : 11)  | ULZ Schwaz (1L) 8 Gierlinger                 |
| 31. Okt. 2008, 20:30 Uhr | UHC Weinv. Spk. Hollabrunn (2L) 5 Stangl        | 20 : 32 (7 : 16)  | Union Leoben (1L) 8 Gasperov                 |
| 1. Nov. 2008, 18:00 Uhr  | UHC blueCard Stockerau (LL) 8 Weigel            | 36 : 18 (19 : 7)  | UHC Salzburg (LL) 5 Mitter                   |
| 1. Nov. 2008, 18:00 Uhr  | Sportunion Edelweiß Linz (2L) 9 Rath            | 32 : 27 (14 : 15) | Seiersberg Grazhoppers (2L) 7 Draxler, Belko |
| 1. Nov. 2008, 19:00 Uhr  | ATV Auto Pichler Trofaiach (LL) 12 Huber        | 33 : 28 (15 : 13) | A1 Bregenz 1b (LL) 10 Günther                |
| 2. Nov. 2008, 17:00 Uhr  | SC Ferlach (2L) 11 Poje                         | 39 : 41 (16 : 18) | UHC Tulln (1L) 13 Bicanik                    |
| 2. Nov. 2008, 18:00 Uhr  | U. s'leasing St. Pölten (2L) 8 Riegler          | 30 : 21 (17 : 8)  | HC Linz AG (1L) 4 Hermann                    |

### 2. Runde
An der 2. Runde nahmen drei Vertreter der Landesverbände, vier Mannschaften der Handball Bundesliga Austria sowie neun Teams der Handball Liga Austria teil. Die Gewinner der einzelnen Partien zogen in die 3. Runde ein.
| Handball Liga Austria | Handball Bundesliga Austria                                                                       | Landesliga                                                              |
| - ULZ Schwaz - Union Leoben - UHC Tulln - HIT Innsbruck - Alpla HC Hard - UHC interwetten Gänserndorf - UHK Krems - Aon Fivers - A1 Bregenz Handball 1946 | - SG SPIGO HB WestWien - U. s'leasing St. Pölten - HC Stadtwerke Bruck - Sportunion Edelweiß Linz | - Union West-Wien - UHC blueCard Stockerau - ATV Auto Pichler Trofaiach |

| Datum, Uhrzeit           | Heimmannschaft                                | Ergebnis          | Gastmannschaft                              |
| ------------------------ | --------------------------------------------- | ----------------- | ------------------------------------------- |
| 23. Nov. 2008, 18:30 Uhr | Union West-Wien (LL) 10 Uher                  | 32 : 28 (18 : 10) | U. s'leasing St. Pölten (2L) 7 Riegler      |
| 26. Nov. 2008, 19:00 Uhr | HC Stadtwerke Bruck (2L) 9 Ivisic             | 27 : 35 (14 : 15) | HIT Innsbruck (1L) 12 Simunic               |
| 29. Nov. 2008, 19:00 Uhr | ATV Auto Pichler Trofaiach (LL) 11 Radischnig | 33 : 37 (15 : 18) | UHC Tulln (1L) 8 Muhm                       |
| 3. Dez. 2008, 18:45 Uhr  | SG SPIGO HB WestWien (2L) 7 Thurnher          | 36 : 21 (17 : 10) | Sportunion Edelweiß Linz (2L) 6 Alkic       |
| 7. Dez. 2008, 11:00 Uhr  | Alpla HC Hard (1L) 8 Knauth                   | 40 : 25 (22 : 14) | UHC interwetten Gänserndorf (1L) 8 Strbac   |
| 8. Dez. 2008, 19:00 Uhr  | UHC blueCard Stockerau (LL) 7 Schierer        | 23 : 30 (14 : 15) | Union Leoben (1L) 7 Vlcko                   |
| 9. Dez. 2008, 19:00 Uhr  | UHK Krems (1L) 12 Schopf                      | 35 : 26 (16 : 12) | ULZ Schwaz (1L) 7 Gierlinger                |
| 10. Dez. 2008, 19:00 Uhr | Aon Fivers (1L) 8 Kolar                       | 34 : 31 (20 : 19) | A1 Bregenz Handball 1946 (1L) 8 Mayer, Obad |

### 3. Runde
An der 3. Runde nahm ein Vertreter der Landesverbände, eine Mannschaft der Handball Bundesliga Austria sowie sechs Teams der Handball Liga Austria teil. Die Gewinner der einzelnen Partien zogen ins Halbfinale ein.
| Handball Liga Austria                                                               | Handball Bundesliga Austria | Landesliga        |
| - Union Leoben - UHC Tulln - HIT Innsbruck - Alpla HC Hard - UHK Krems - Aon Fivers | - SG SPIGO HB WestWien      | - Union West-Wien |

| Datum, Uhrzeit           | Heimmannschaft                      | Ergebnis          | Gastmannschaft                  |
| ------------------------ | ----------------------------------- | ----------------- | ------------------------------- |
| 4. Feb. 2009, 19:30 Uhr  | Aon Fivers (1L) 8 Kolar             | 32 : 23 (12 : 14) | Union Leoben (1L) 5 Vlcko       |
| 15. Feb. 2009, 12:00 Uhr | Union West-Wien (LL) 11 UHER        | 26 : 31 (17 : 17) | Alpla HC Hard (1L) 5 Knauth     |
| 18. Feb. 2009, 19:00 Uhr | UHC Tulln (1L) 6 Boszo              | 22 : 23 (10 : 9)  | UHK Krems (1L) 6 Schopf         |
| 4. März 2009, 18:20 Uhr  | SG SPIGO HB WestWien (2L) 6 Lazaric | 26 : 27 (15 : 13) | HIT Innsbruck (1L) 12 Jovanovic |

## Finalrunden
Die Endrunde, das Final Four, fand in der Sporthalle Margareten in Wien am 17. und 18. April 2009 statt.

### Halbfinale
Die Spiele der Halbfinals fanden am 17. April 2009 statt. Der Gewinner jeder Partie zog in das Finale des ÖHB-Cups 2009 ein.
Für das Halbfinale waren folgende Mannschaften qualifiziert:
| Handball Liga Austria                                    |
| - HIT Innsbruck - Alpla HC Hard - UHK Krems - Aon Fivers |

| UHK Krems    | UHK Krems           | UHK Krems   | UHK Krems | UHK Krems  | 30 (17) | - | 31 (15) | HIT Innsbruck | HIT Innsbruck | HIT Innsbruck | HIT Innsbruck      | HIT Innsbruck |
| ------------ | ------------------- | ----------- | --------- | ---------- | ------- | - | ------- | ------------- | ------------- | ------------- | ------------------ | ------------- |
| Rückennummer | Spieler             | Gelbe Karte |           | Rote Karte | Tore    |   | Tore    | Gelbe Karte   |               | Rote Karte    | Spieler            | Rückennummer  |
| 1            | Bernhard Grabner    | 1           | 1         |            | 0       |   | 0       |               |               |               | Luka Mariniovic    | 1             |
| 2            | Ivica Belas         |             |           |            | 4       |   | 0       |               |               |               | Pius Steiger       | 2             |
| 3            | Pavel Hrachovec     |             | 1         |            | 5       |   | 0       |               |               |               | Thomas Patterer    | 3             |
| 4            | Kristof Vizvary     | 1           |           |            | 3       |   | 1       | 1             | 1             |               | Christoph Walter   | 4             |
| 5            | Bernhard Binder     |             |           |            | 0       |   | 0       |               |               |               | Hannes Mörtl       | 5             |
| 6            | Tobias Schopf       |             |           |            | 1       |   | 5       |               |               |               | Andrius Rackauskas | 6             |
| 7            | Ibish Thaqi         |             |           |            | 7       |   | 5       |               |               |               | Josip Simunic      | 7             |
| 8            | Patrick Lachmann    |             |           |            | 5       |   | 0       |               |               |               | Martin Kalischnig  | 8             |
| 9            | Christoph Svoboda   |             |           |            | 0       |   | 0       |               | 1             |               | Valdis Labanovskis | 9             |
| 10           | Georg Chalupa       |             |           |            | 0       |   | 9       |               |               |               | Richard Wöss       | 10            |
| 11           | Peter Marek         |             |           |            | 0       |   | 2       |               |               |               | Thomas Schinagl    | 11            |
| 12           | Rados Pesic         | 1           |           |            | 3       |   | 0       | 1             |               |               | Peter Mayr         | 12            |
| 13           | Werner Lint         |             |           |            | 2       |   | 9       |               |               |               | Milos Pesic        | 13            |
| 14           | Wolfgang Filzwieser |             |           |            | 0       |   | 5       | 1             | 1             |               | Nedeljko Jovanovic | 14            |
| Trainer      | Istvan Szilagyi     |             |           |            |         |   |         |               |               |               | Stefan Öhler       | Trainer       |

| Aon Fivers   | Aon Fivers           | Aon Fivers  | Aon Fivers | Aon Fivers | 34 (19) | - | 32 (18) | Alpla HC Hard | Alpla HC Hard | Alpla HC Hard | Alpla HC Hard       | Alpla HC Hard |
| ------------ | -------------------- | ----------- | ---------- | ---------- | ------- | - | ------- | ------------- | ------------- | ------------- | ------------------- | ------------- |
| Rückennummer | Spieler              | Gelbe Karte |            | Rote Karte | Tore    |   | Tore    | Gelbe Karte   |               | Rote Karte    | Spieler             | Rückennummer  |
| 1            | Christoph Edelmüller | 1           | 1          |            | 1       |   | 0       |               |               |               | Thomas Huemer       | 1             |
| 2            | Michael Gangel       |             |            |            | 3       |   | 0       |               | 1             |               | Christian Greibien  | 2             |
| 3            | Matthias Kienzer     |             |            |            | 2       |   | 0       |               |               |               | Alex Kathrein       | 3             |
| 4            | Martin Fuger         |             |            |            | 0       |   | 6       |               |               |               | Damian Moszczynski  | 4             |
| 5            | Martin Abadir        | 1           |            |            | 14      |   | 0       |               |               |               | Dominik Schmid      | 5             |
| 6            | Serhij Bilyk         |             |            |            | 0       |   | 5       | 1             | 1             |               | Vaidas Klimciauscas | 6             |
| 7            | Simon Hahn           |             |            |            | 0       |   | 9       |               | 1             |               | Michael Jochum      | 7             |
| 8            | Vytautas Žiūra       |             | 1          |            | 1       |   | 0       |               |               |               | Jürgen Suppanschitz | 8             |
| 9            | Thomas Bauer         | 1           |            |            | 0       |   | 3       |               |               |               | Margots Valkovskis  | 9             |
| 10           | Markus Kolar         |             |            |            | 5       |   | 0       |               |               |               | Stefan Watzl        | 10            |
| 11           | Jörg Merten          |             | 1          |            | 0       |   | 0       |               |               |               | Rene-Pascal Rigas   | 11            |
| 12           | Christian Himmler    | 1           |            |            | 4       |   | 1       | 1             |               |               | Michael Knauth      | 12            |
| 13           | Romas Kirveliavičius |             | 1          |            | 4       |   | 6       | 1             | 1             |               | Damian Wleklak      | 13            |
| 14           | Herbert Jonas        |             |            |            | 0       |   | 2       |               |               |               | Stefan Klement      | 14            |
| Trainer      | Romas Magelinskas    |             |            |            |         |   |         | 1             |               |               | Zbigniew Tluczynski | Trainer       |

### Finale
Das Finale fand am 18. April 2009 statt. Der Gewinner der Partie ist Sieger des ÖHB-Cups 2008/09.
| HIT Innsbruck | HIT Innsbruck      | HIT Innsbruck | HIT Innsbruck | HIT Innsbruck | 25 (13) | - | 26 (16) | Aon Fivers  | Aon Fivers | Aon Fivers | Aon Fivers           | Aon Fivers   |
| ------------- | ------------------ | ------------- | ------------- | ------------- | ------- | - | ------- | ----------- | ---------- | ---------- | -------------------- | ------------ |
| Rückennummer  | Spieler            | Gelbe Karte   |               | Rote Karte    | Tore    |   | Tore    | Gelbe Karte |            | Rote Karte | Spieler              | Rückennummer |
| 1             | Luka Marinovic     |               |               |               | 0       |   | 6       |             |            |            | Christoph Edelmüller | 1            |
| 2             | Valdis Labanovskis |               |               |               | 0       |   | 3       |             | 1          |            | Michael Gangel       | 2            |
| 3             | Pius Steiger       |               |               |               | 1       |   | 2       |             |            |            | Matthias Kienzer     | 3            |
| 4             | Thomas Platterer   |               |               |               | 0       |   | 0       |             |            |            | Martin Fuger         | 4            |
| 5             | Christoph Walter   |               |               |               | 0       |   | 2       | 1           | 1          |            | Martin Abadir        | 5            |
| 6             | Hannes Mörtl       |               |               |               | 0       |   | 0       |             |            |            | Serhij Bilyk         | 6            |
| 7             | Andrius Rackauskas | 1             |               |               | 4       |   | 0       |             |            |            | Simon Hahn           | 7            |
| 8             | Josip Simunic      |               |               |               | 2       |   | 2       |             |            |            | Vytautas Žiūra       | 8            |
| 9             | Martin Kalischnig  |               |               |               | 0       |   | 0       |             |            |            | Thomas Bauer         | 9            |
| 10            | Richard Wöss       | 1             |               |               | 5       |   | 9       | 1           | 1          |            | Markus Kolar         | 10           |
| 11            | Thomas Schinagl    |               |               |               | 2       |   | 1       |             | 1          |            | Jörg Merten          | 11           |
| 12            | Peter Mayr         |               | 2             |               | 0       |   | 1       |             | 1          |            | Christian Himmler    | 12           |
| 13            | Milos Pesic        | 1             | 1             |               | 7       |   | 0       | 1           |            |            | Romas Kirveliavičius | 13           |
| 14            | Nedeljko Jovanovic |               |               |               | 4       |   | 0       |             |            |            | Herbert Jonas        | 14           |
| Trainer       | Stefan Öhler       | 1             |               |               |         |   |         | 1           |            |            | Romas Magelinskas    | Trainer      |